# جامو و کشمیر (امیرنشین نوابی)
جامو و کشمیر که با نام‌های کشمیر و جامو نیز شناخته می‌شود، یک امیرنشین نوابی تحت حکومت کمپانی هند شرقی از ۱۸۴۶ تا ۱۸۵۸ و خراج گزار (یا تحت قیمومیت تاج و تخت بریتانیا بود. از سال ۱۸۵۸ تا تجزیه هند در سال ۱۹۴۷ به یک سرزمین مورد مناقشه تبدیل شد که اکنون توسط سه کشور چین، هند و پاکستان اداره می‌شود.
این امیرنشین نوابی پس از جنگ اول انگلیس‌ها و سیک‌ها، زمانی که کمپانی هند شرقی، دره کشمیر  را به عنوان غرامت جنگی از سیک‌ها ضمیمه کرده بود، ایجاد شد که سپس آن را به ۷٫۵ میلیون روپیه به گلاب سینگ، راجای جامو فروخت.
در زمان تجزیه هند و ادغام سیاسی هند، هاری سینگ، حاکم امیرنشین جامو، تصمیم‌گیری در مورد آینده ایالت خود را به تأخیر انداخت. با این حال، یک شورش در مناطق غربی ایالت و هم چنین به دلیل حمله مهاجمانی در همسایگی با حمایت پاکستان از استان مرزی شمال غربی، او را مجبور به تصمیم‌گیری کرد. در ۲۶ اکتبر ۱۹۴۷، هاری سینگ در ازای انتقال ارتش هند به کشمیر، برای درگیر شدن با نیروهای تحت حمایت پاکستان، به هند پیوست. مناطق غربی و شمالی که اکنون به نام کشمیر آزاد و گلگت-بلتستان شناخته می‌شوند، به کنترل پاکستان درآمد، در حالی که قلمرو باقی مانده تحت کنترل هند باقی ماند و بعدها به ایالت جامو و کشمیر تحت کنترل هند تبدیل شد.

## حکومت
بر اساس گزارش‌های سرشماری در سال‌های ۱۹۱۱، ۱۹۲۱ و ۱۹۳۱، اداره امور به شرح زیر سازماندهی شد: 
- استان جامو: شامل نواحی جامو، جاسروتا (کاتهوا)، اودهامپور، ریسی و میرپور.
- استان کشمیر: بخش‌های کشمیر جنوبی (آنانتنگ)، کشمیر شمالی (باراملا) و مظفرآباد.
- مناطق مرزی: وزیرات لداخ و گلگت.
- جاگیرهای داخلی: پونچ، بهادرواه و چنانی.

در سرشماری ۱۹۴۱، جزئیات بیشتری از مناطق مرزی گزارش شد:
- لداخ وزارات: تحصیلات له و اسکاردو و کارگیل.
- گلگت وزارات: ناحیه گلگت و استور
- مناطق مرزی ایلاقاس: (تحت آژانس گلگت) پونیال، ایشکومان، یاسین، کوه غیزر، هونزا، نگر، چیلاس.

### نخست وزیران (جامو و کشمیر)
| #  | نام                       | شروع وزارت    | پایان مسئولیت |
| -- | ------------------------- | ------------- | ------------- |
| ۱  | راجا سر دالجیت سینگ       | ۱۹۱۷          | ۱۹۲۱          |
| ۲  | راجا هاری سینگ            | ۱۹۲۵          | ۱۹۲۷          |
| ۳  | سر آلبیون بانرجی          | ژانویه ۱۹۲۷   | مارس ۱۹۲۹     |
| ۴  | ج.ا.ک. ویکفیلد            | ۱۹۲۹          | ۱۹۳۱          |
| ۵  | هاری کریشان کاول          | ۱۹۳۱          | ۱۹۳۲          |
| ۶  | الیوت جیمز داول کولوین    | ۱۹۳۲          | ۱۹۳۶          |
| ۷  | سر برجور جی دلال          | ۱۹۳۶          | ۱۹۳۶          |
| ۸  | سر ن. گوپالاسوامی آیانگار | ۱۹۳۷          | ژوئیه ۱۹۴۳    |
| ۹  | کایلاش ناراین حکسار       | ژوئیه ۱۹۴۳    | فوریه ۱۹۴۴    |
| ۱۰ | سر ب.ن. راو               | فوریه ۱۹۴۴    | ۲۸ ژوئن ۱۹۴۵  |
| ۱۱ | رام چاندرا کاک            | ۲۸ ژوئن ۱۹۴۵  | ۱۱ اوت ۱۹۴۷   |
| ۱۲ | جاناک سینگ                | ۱۱ اوت ۱۹۴۷   | ۱۵ اکتبر ۱۹۴۷ |
| ۱۳ | مهر چند ماهاجان           | ۱۵ اکتبر ۱۹۴۷ | ۵ مارس ۱۹۴۸   |
| ۱۴ | شیخ عبدالله               | ۵ مارس ۱۹۴۸   | ۹ اوت ۱۹۵۳    |